# طاهر أبو ليلة
تاريخ الولادة 14/11/1973
مكان الميلاد = الظاهر من شهر نوفمبر
طاهر أبو ليلة، ممثل مصري شارك في العديد من الأفلام والمسلسلات، ويعد ممثل من نوع خاص حيث يتميز بلكنته الغريبة التي لم يعتد عليها مشاهدو السينما، وهذا يعد سبباً رئيسياً لشهرته. شارك الفنان طاهر أبو ليلة في فيلم ابن عز مع علاء ولي الدين وحسن حسني وشارك في فيلم كابتن مصر حيث قام بدور شكوكو عبد الشكور. وظهر مؤخراً في مسلسل مأمون وشركاه مع عادل إمام ومصطفي فهمي كما شارك أيضاً في فيلم عسل أبيض، وشارك أيضاً في فيلم جحيم في الهند.

## أفلامه
- ابن عز 2001(ابوليلة)
- كابتن مصر 2015 (شكوكو عبد الشكور)
- 30 يوم في العز 2016 (سيد بلكونه)
- عسل ابيض 2016 (حامد الحارس)
- كلب بلدي 2016 (طاهر)
- جحيم في الهند 2016 (عجينة)
- عشان خارجين 2016 (ياسر/آسر)
- عطل فني 2017 لم يعرض لحد الآن
- البدلة 2018
- بث مباشر 2018
- ساعة رضا 2019
- إنت إيه 2019
- الغسالة 2020 (سامح_المستقبل)
- شاومينج 2020

## مسلسلاته
- ابن عز 2001
- ألف ليلة وليلة 2015 (ضمضم)
- لهفة 2015
- الكيف 2016
- صد رد 2016
- مأمون وشركائه 2016 (حنفي)
- شاش في قطن 2017
- هربانه منها 2017 (طاهر)
- لمعي القط 2017 (سامح)
- عفاريت عدلي علام 2017 (شاومينج وزير التعليم عند الجن)

- سيد أندرويد 2016

## مسرحياته
- حكيم عيون 2001

## روابط خارجية
- طاهر أبو ليلة على موقع الدهليز
- طاهر أبو ليلة على موقع قاعدة بيانات الأفلام العربية